# Radio Burgenland
Radio Burgenland est le programme régional d'Ö2, radio du service public ÖRF, pour le Burgenland.

## Source, notes et références
- (de) Cet article est partiellement ou en totalité issu de l’article de Wikipédia en allemand intitulé « Radio Burgenland » (voir la liste des auteurs).